# Kythrea
Kythrea (griego: Κυθραία o Κυθρέα, turco: Değirmenlik) es un pueblo en la isla de Chipre,  15 km al sur de los montes Pentadáctylos.
Se cree que su nombre en griego procede del antiguo asentamiento de Quitri, ubicado en los alrededores del pueblo actual. Desde la época otomana, también se ha llamado Değirmenlik ("lugar de los molinos"), probablemente porque en la época medieval había en la zona molinos de agua.
El pueblo antes de 1974 estaba habitado por griegos cristianos. Después de la expulsión de sus habitantes, está habitado principalmente por turcochipriotas desplazados, la mayoría originarios de Alamino, una aldea en el distrito de Lárnaca. Otros provienen de Mathiatis/Matyatm, en el distrito de Nicosia, Aplanda y Klavdia/Alaniçi, en el de Larnaca y Asprogia/Aktepe en el de Paphos. Después de 1974 se asentaron ciudadanos turcos, provenientes de los distritos y provincias de Mersin, Alaşehir, Anamur, Muş, Caykara y Surmene.
En 2001 tenía 3256 habitantes.